# Уголовно-процессуальный кодекс Германии
Уголовно-процессуальный кодекс Федеративной Республики Германия  (нем. Strafprozessordnung, сокр. StPO), или дословно Положение об уголовном процессе — нормативно-правовой акт, являющийся основным источником уголовно-процессуального права Германии, регулирующий порядок проведения расследования преступлений и судебного производства по уголовным делам. УПК ФРГ устанавливает главные правовые основы осуществления уголовного судопроизводства, в то время как организационное и детальное регулирование уголовной юстиции возлагается на земельные и федеральные органы государственной власти (в таком порядке приняты и действуют земельные и федеральные директивы уголовного судопроизводства и порядка наложения денежного штрафа (RiStBV)).
Уголовно-процессуальный кодекс ФРГ по своей сути является имперским процессуальным кодексом, принятым 1 февраля 1877 года и вступившим в силу 1 октября 1879 года, а не каким-либо новым правовым актом. Таким образом, он действовал во времена различных политических режимов: Германской империи, Веймарской республики, Третьего Рейха, а также разделения Германии на ФРГ и ГДР (на территории ФРГ) вплоть до настоящего времени. В период с 1952 года до 1990 года не действовал на территории ГДР, где применялся Закон о процессе по уголовным делам ГДР.
В настоящее время кодекс действует на всей территории объединённой Германии. Положения кодекса распространяются на несовершеннолетних лиц с 14 до 17 лет в той части, которая не урегулирована более специальным Законом о судопроизводстве по делам несовершеннолетних (Jugendgerichtsgesetz). Положения кодекса в полном объёме применяются к лицам молодого возраста (от 18 до 21 года) по общему правилу, за исключением случаев если их личность недостаточно развита или преступление, в котором их обвиняют, характерно для несовершеннолетних. В отличие от Уголовно-процессуального кодекса РФ, УПК ФРГ не содержит положений о международном сотрудничестве по уголовным делам, которое регулируется отдельным законом.

## История развития
На протяжении своей истории уголовно-процессуальный кодекс Германии претерпевал множество изменений в связи со сменой политических режимов и различными социокультурными изменениями в жизни страны. Так, текст закона, принятый в 1877 году после объединения Германии, являлся компромиссным вариантом, учитывавшим позицию как Бундесрата во главе с Отто фон Бисмарком (усиление государственной власти и полномочий), так и либеральной буржуазии, представленной Рейхстагом (защита прав и свобод граждан). Впоследствии, во времена Веймарской республики, были введены жесткие реакционные правки об ускоренном и упрощенном производстве, был отменен институт присяжных. Во времена нацизма были упразднены многие права обвиняемых и неоправданно расширены полномочия судьи и следствия. Эти инструменты террора были отменены после поражения нацистской Германии во Второй мировой войне. В дальнейшем уголовно-процессуальные нормы развивались в демократическом ключе, существенно расширялись права лиц, подвергнутых уголовному преследованию, но также ограничивались их возможности по злоупотреблению своими процессуальными правами. В последние десятилетия кодекс совершенствует положения, касающиеся использования достижений технического прогресса.

### Создание имперского кодекса

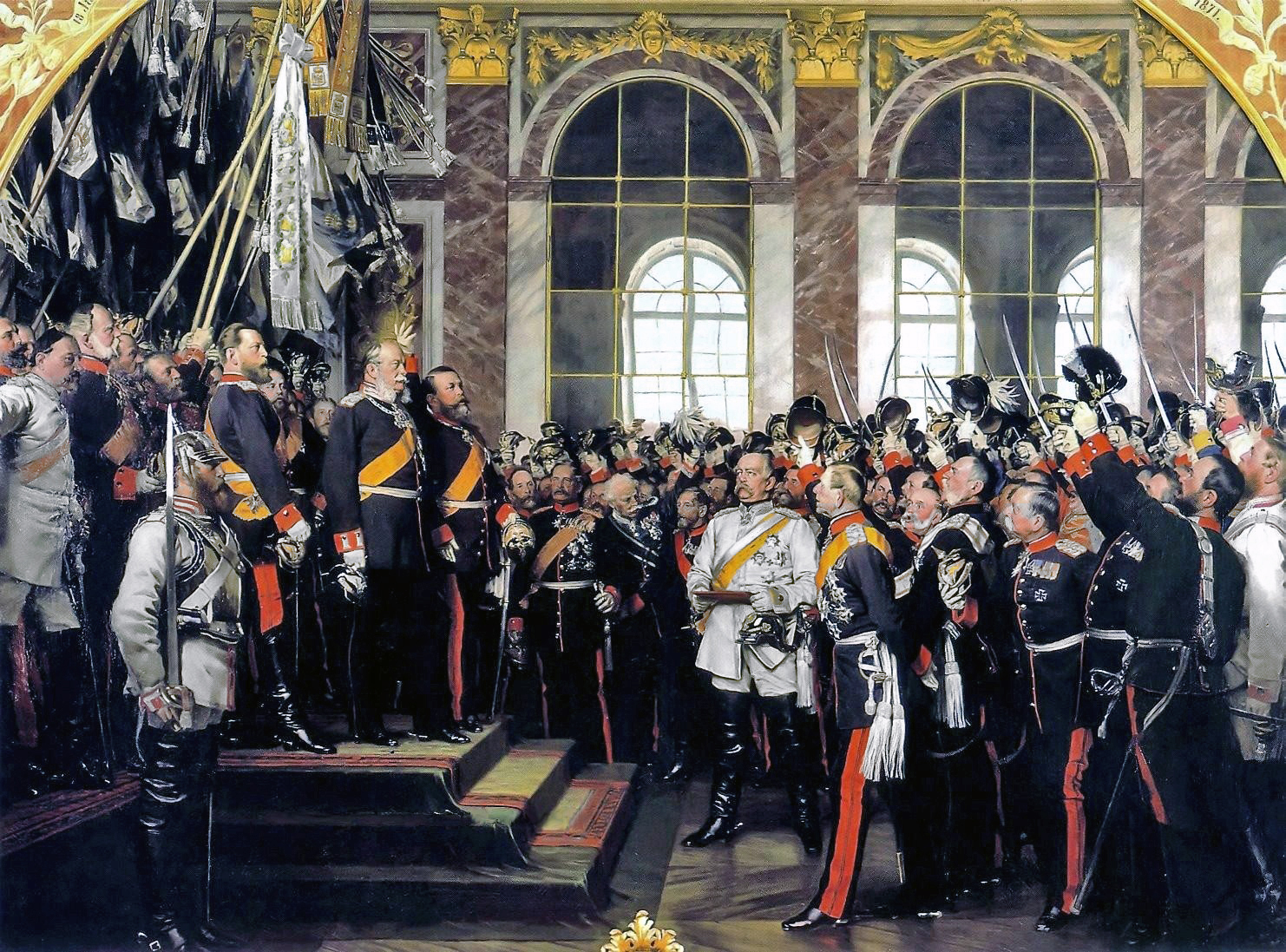
Провозглашение Германской империи в Версальском дворце под Парижем в 1871 году

После объединения Германии в 1871 году в единое государство возникла необходимость создания новых законов, позволяющих унифицировать законодательство разных земель. На момент разработки нового кодекса уголовно-процессуальное законодательство отдельных германских земель носило признаки инкивизиционного процесса, отличалось партикуляризмом и отсталостью. В отдельных немецких государствах главенствовал принцип частного обвинения (например, в Вюртемберге, Саксонии и Гессене). Старое прусское законодательство также не могло служить идеалом для разработки единого кодекса, так как к тому времени было устаревшим, не отвечавшим тенденциям времени, крайне раздробленным: в самой Пруссии действовало 4 уголовно-процессуальных уложения. В итоге при разработке кодекса было решено использовать в качестве ориентира действующее уголовно-процессуальное законодательство других стран, и в частности Франции.
При разработке и обсуждении проекта нового закона об уголовном процессе выявились основные противоречия между двумя фракциями власти. Бундесрат, верхняя палата парламента во главе с канцлером Германии Отто фон Бисмарком, выступал за усиление властных полномочий государства в уголовном судопроизводстве, оправдывая это тем, что после многих веков раздробленности Германии нужна сильная централизованная государственная власть. В противовес ей нижняя палата парламента — Рейхстаг, — представлявшая в то время интересы либеральной буржуазии, взяла курс на существенное увеличение степени защиты прав и свобод граждан в новом уголовно-процессуальном кодексе, в частности на введение института суда присяжных. Так как либералы составляли парламентское большинство, фракции Бисмарка приходилось считаться с их условиями в первые годы после провозглашения империи.
Эта борьба в итоге привела палаты к компромиссному решению: в имперском кодексе был предусмотрен суд присяжных, однако права обвиняемых были менее защищены, чем это предлагалось Рейхстагом ранее. В отличие от других кодексов, имперский кодекс не предполагал такую стадию судопроизводства, как предание суду, а также вводил институт судебных приказов. Впоследствии это стало отличительной чертой немецкого уголовно-процессуального законодательства. Примечательно, что первоначально действие кодекса не распространялось на уголовное судопроизводство с участием военных — для данных целей был принят отдельный Устав военно-уголовного судопроизводства. В результате принятия кодекса Германия получила единое процессуальное право, действующее на всей её территории, которое, несмотря на все оговорки, являлось по своей сути либеральным, основанном на принципе уважения прав человека.
Спустя 20 лет после вступления в силу кодекса началась работа по его реформированию: в 1904 году закончилось формирование соответствующей комиссии, а в 1905 — опубликован проект реформированного кодекса с протоколами обсуждений. Однако этот проект был встречен весьма холодно юридической общественностью, что заставило разработчиков полностью его переработать. Переработанный проект был готов к 1909 году и передан на утверждение в Рейхстаг, однако его принятие было отложено сначала по причине необходимости утверждения уже подготовленной новой редакции Уголовного кодекса, потом — в связи с началом Первой мировой войны.

### Кодекс во времена Веймарской республики
После поражения в Первой мировой войне и создания Веймарской республики немецкие власти при решении вопросов о реформировании уголовно-процессуального законодательства решили основываться на проектах, разработанных во времена империи, в том числе на проекте, обсуждавшемся в Рейхстаге в 1909 году. Между тем внутренняя ситуация в стране не могла не сказаться на работе над реформой.
В начале 1920-х годов усилилась деятельность разнообразных террористических групп, в том числе организации «Консул». Неспокойная ситуация в стране привела к созданию множества реакционных норм и законов. Так, инструкцией «О применении постановления о создании народных судов» от 19 ноября 1919 года и постановлением «Об образовании особых судов» от 9 августа 1932 года были введены чрезвычайные суды, а также предусмотрено ускоренное и упрощенное производство. Кроме того, были расширены основания производства следственных действий и полномочий государственных служащих при производстве обысков и арестов, ликвидированы стадии предварительного следствия, институты присяжных и обжалования судебных решений.
Многие положения реформированного кодекса, содержавшие такие характерные для немецкого уголовного процесса формы, как, например, судебные приказы, были впоследствии воплощены в Уголовно-процессуальном кодексе РСФСР 1922 года.
К концу 20-х годов XX века ужесточенные ранее правила уголовного судопроизводства смягчаются, появляется институт судебной проверки оснований следственного ареста.

### Кодекс во времена нацистской Германии
С приходом к власти нацистов начинается процесс легитимации государственного террора, придания ему видимости правового и законного инструмента реализации воли народа. Одним из направлений данного процесса стало ужесточение уголовного и уголовно-процессуального права.

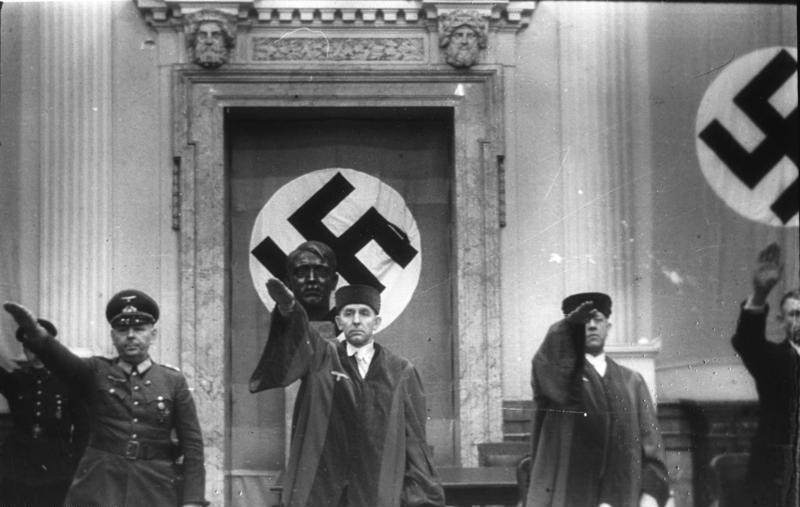
Народная судебная палата является ярким примером созданного нацистами чрезвычайного суда. К подсудности НСП относились дела о государственной измене, шпионаже и других политических преступлениях.

Вновь были организованы чрезвычайные суды, начал активно применяться порядок ускоренного и упрощенного производства по уголовным делам, была введена возможность заочного уголовно-процессуального производства.
Реформой 1935 года в кодекс вносятся изменения, расширяющие полномочия следственных органов и суда. Усиление последнего для нацистов являлось воплощением идеи о том, что судья является ключевой фигурой процесса, лидером («фюрером») судебного разбирательства. В результате реализации реформы суд был наделен полномочиями самостоятельно определять тот объём обстоятельств, которые он должен исследовать для признания лица виновным в совершении преступления. Помимо прочего, реформой был отменен прямой законодательный запрет на поворот к худшему при пересмотре приговора. Все указанные меры осуществлялись с целью усиления репрессивного аппарата и отмене гарантий по защите прав личности.
Кодекс подвергся значительным изменениям и в отношении полномочий государственного обвинения. В соответствии с изменениями действия прокуратуры не могли быть предметом проверки суда, так как нацисты стремились превратить прокуратуру в инструмент внутренней репрессивной политики. Также подвергся критике принцип равноправия в суде стороны обвинения (прокуратуры) и обвиняемого, так как «неполноценный» обвиняемый не может стоять наравне с прокуратурой как органом государственной власти, выражающим политическую волю народа. Это привело к повышению процессуального статуса прокурора до уровня судьи: он мог сам определять, какие положения закона требуют применения в том или ином конкретном случае.
Ситуация ещё больше ухудшилась после принятия 1 сентября 1939 года постановления «О мероприятиях в области судоустройства и уголовного процесса»: было уменьшено количество дел, подсудных коллегиальному судебному рассмотрению, установлен запрет на обжалование большинства судебных постановлений.
Создание чрезвычайных судов, введение запрета на обжалование приговоров, а также отмена принципа обязательного исследования судом всех обстоятельств дела привели к полному уничтожению независимости системы уголовной юстиции Германии и превращению её в инструмент легализации террора тоталитарного режима. Между тем, как таковой качественной кодификации уголовно-процессуального законодательства во времена Третьего рейха не произошло, многие изменения носили частный или инкорпоративный характер.

### Кодекс после Второй мировой войны
После окончания Второй мировой войны союзники приняли ряд решений в отношении действующего на тот момент уголовно-процессуального законодательства побежденной Германии. По результатам Потсдамской конференции ими была провозглашена тотальная реорганизация уголовного процесса в «соответствии с принципами демократии на основе законности и равноправия всех граждан без различия расы, национальности и религии». Позднее, 30 сентября 1945 года, Контрольным советом Союзников был проведен «откат» действовавшего на тот момент процессуального закона к редакции 1924 года — таким образом, нацистское законодательство в данной сфере было полностью упразднено.
...Все нацистские законы, которые создали базис для гитлеровского режима, или которые установили дискриминацию на основе расы, религии или политических убеждений, должны быть отменены. Никакая такая дискриминация правовая, административная или иная, не будет терпима... Судебная система будет реорганизована в соответствии с принципами демократии, правосудия на основе законности и равноправия всех граждан, без различия расы, национальности и религии.
После основания двух немецких государств кодекс в редакции 1924 года продолжал действовать в ФРГ до 1950 года, когда законом «Об унификации законодательства» был полностью перереформирован, а в ГДР — до 1952 года, когда был заменен новым «Законом о процессе по уголовным делам ГДР».
В результате изменений 1950 года в Уголовно-процессуальном кодексе ФРГ были полностью устранены накопившиеся противоречия принципам правового государства, а также запрещены незаконные методы допроса обвиняемого.
Вслед за этим последовала «малая реформа процессуального законодательства» 1964 года. Законом «Об изменении уголовного судопроизводства и судоустройства» в УПК ФРГ были закреплены и реализованы многие гарантии защиты прав обвиняемых в уголовном процессе: закреплено требование обязательного обоснования заключения обвиняемого под стражу в связи с опасностью его побега или воспрепятствования расследованию дела, в принципе ограничен срок содержания обвиняемого под стражей шестью месяцами; введен обязательный допрос обвиняемого на дознании; обвиняемому предоставлено право после окончания предварительного расследования с участием защитника знакомиться с материалами дела, ходатайствовать об истребовании дополнительных доказательств и выразить свое отношение к результатам проведенного расследования, расширены права защитника на переписку с обвиняемым, находящимся под стражей. Основной тенденцией уголовно-процессуального законодательства данного периода являлась осторожная и постепенная либерализация и увеличение объёма прав обвиняемых.
70-е годы XX века в жизни ФРГ были омрачены серией террористических атак, в том числе терактом на Олимпийских играх в Мюнхене и деятельностью организации «Фракция Красной Армии». В судебных процессах над членами последней защита зачастую злоупотребляла своими правами: не являлась на судебные заседания, саботируя их проведение, переносила сообщения между содержащимися под стражей и их сообщниками на свободе и т. п.
Реакционно настроенные юристы и политики в свете данных событий считали, что отмена прав на последнее слово, сокращение сроков предварительного расследования и расширение полномочий обвинения позволит не допустить дальнейших послаблений террористам. В связи с этим предпринятая «Большая реформа процессуального законодательства» 1974 года не носила либерально-демократический характер, а была направлена на упрощение процедуры уголовного расследования и пресечение злоупотребления правом со стороны защиты. В рамках данной реформы были приняты следующие законы:
- Закон «О реформе уголовно-процессуального права» от 9 декабря 1974 года
- Закон «О дополнении первого закона о реформе уголовно-процессуального права» от 20 декабря 1974 года
- Закон «Об изменении Уголовного кодекса, Уголовно-процессуального кодекса, Закона о судоустройстве, Положения о федеральной адвокатуре и Закона об исполнении наказаний» от 18 августа 1976 года
- Закон «Об изменении Уголовно-процессуального кодекса» от 14 апреля 1978 года

В результате реформы были существенно ограничены правомочия защитников и обвиняемых в уголовном процессе:
- Введен институт исключения защитника в случае частого и систематического злоупотребления им своими процессуальными правами[3][6]
- Введено ограничение количества защитников на одного подсудимого до лимита в трех человек, запрещено представление защитником интересов нескольких обвиняемых[3][6]
- Введены ограничение личного общения защитника с клиентом при подозрении последнего в террористической деятельности и обязательная проверка корреспонденции защитника, адресованной такому клиенту, соответствующим судьей[3][6]
- Введено ограничение права защитника по даче в суде объяснений по поводу исследования доказательств (только по разрешению председательствующего судьи)[3][6]
- Расширены основания для обыска и задержания при подозрении в террористической деятельности[3][6]
- Полностью устранена стадия предварительного судебного следствия[24]
- Установлена обязанность обвиняемого или его защитника явиться на допрос к прокурору[24]
- Введена возможность заочного производства по делам о терроризме при саботировании процесса защитой[24].

С 80-х годов под влиянием идей развивающейся виктимологии все большее внимание в тексте УПК ФРГ уделяется защите интересов потерпевшего. С 1990 года в результате объединения ФРГ и ГДР на территорию последней распространилось действие законодательства ФРГ, в том числе Уголовно-процессуального кодекса.

### Изменения последних десятилетий
В последние десятилетия в свете технологического прогресса в кодексе получили развитие способы реализации прав обвиняемого и защитника. Так, согласно § 147 кодекса, при ознакомлении с уголовным делом, защитник может подать ходатайство о выдаче материалов дела (за исключением вещественных доказательств) для ознакомления в своем офисе или жилище. Изменениями, внесенными законом «О разгрузке уголовного судопроизводства» от 11 января 1993 года, был существенно расширен перечень оснований прекращения уголовных дел: в качестве оснований добавлены отказ от обвинения и соображения целесообразности при налоговых преступлениях. Одновременно был расширен список оснований для проведения негласных оперативных и следственных действий: прослушивания телефонных переговоров, наблюдения, деятельности агентов под прикрытием. Кроме того, конкретизированы положения кодекса, регулирующие производство по гражданским искам потерпевших.
В 2017 году развитие электронных технологий и информатизация общества привели к реформе кодекса, проведенной принятием «Акта о повышении эффективности уголовного судопроизводства». В результате реформы в кодекс были добавлены положения о правилах хранения, обработки и предоставления персональных данных, полученных в уголовном судопроизводстве, а также введены новые высокотехнологичные следственные действия: контроль телекоммуникаций (§ 99) и компьютерный поиск возможных преступников на основании общих признаков (§ 98а и 98b) (так называемый «онлайн-поиск»), в том числе с использованием специальных полицейских компьютерных вирусов.

## Принципы
Общие принципы уголовного судопроизводства и гарантии законности ареста или задержания установлены в Конституции ФРГ, и хотя в немецкой научно-правовой доктрине выделяются различные специальные принципы уголовного процесса, только следующие из них прямо установлены в тексте УПК:
1. Принцип публичности (официальности) (часть 1 § 152) — уголовное преследование осуществляется только уполномоченными органами власти публично (не тайно). Судебное производство по делу может быть открыто только после предъявления лицу публичного обвинения. Исключением из принципа являются дела частного обвинения и деликты[2].
2. Обязательность уголовного преследования (§ 153) — обязанность по предъявлению публичного обвинения лежит на прокуратуре. Именно прокуратура в большинстве дел обязана организовать уголовное преследование[3]. Данный принцип ограничивается §§ 153, 152а УПК, где говорится о том, что при определённых предпосылках органы уголовного преследования вправе сами решать, будут ли они осуществлять уголовное преследование или откажутся от него. В этом случае данный вопрос решается в зависимости от целесообразности уголовного преследования[32].
3. Принцип личного допроса (§ 250), вытекающий из более общего принципа непосредственности исследования доказательств — свидетели и иные лица должны быть допрошены непосредственно в судебном заседании[33]. Такой допрос не может быть заменен протоколами допросов данных лиц или их письменными пояснениями, полученными в ходе предварительного расследования[2].

Среди не упомянутых в кодексе принципов — презумпция невиновности обвиняемого. Несмотря на это, кодекс содержит положения, которые соответствуют общим принципам уголовного судопроизводства в правовом государстве: законности, гласности, обязанности исследовать все материалы дела. Бо́льшая часть этих принципов прямо закреплена в других нормативно-правовых источниках: Законе о судоустройстве ФРГ и Европейской конвенции по правам человека.

## Структура
Кодекс по структуированию материала во многом базируется на имперском кодексе 1879 года. УПК ФРГ делится на 8 книг, каждая из которых разделена на разделы и посвящена отдельным подотраслям уголовно-процессуального права:
- Книга первая «Общие положения»:
  - Раздел 1 «Подведомственность и подсудность судов»
  - Раздел 2 «Территориальная подсудность»
  - Раздел 3 «Исключение и отвод членов суда»
  - Раздел 4 «Судебные решения и обмен сообщениями между участниками производства»
  - Раздел 5 «Сроки»
  - Раздел 6 «Свидетели»
  - Раздел 7 «Эксперты и восприятие вещественных доказательств»
  - Раздел 8 «Следственные действия»
  - Раздел 9 «Заключение под стражу и временное задержание»
  - Раздел 9а «Иные меры обеспечения уголовного преследования и исполнения наказаний»
  - Раздел 9б «Временный запрет заниматься профессиональной деятельностью»
  - Раздел 10 «Допрос обвиняемого»
  - Раздел 11 «Защита»
- Книга вторая «Производство в суде первой инстанции»:
  - Раздел 1 «Публичное обвинение»
  - Раздел 2 «Подготовка публичного обвинения»
  - Раздел 3 «Предварительное судебное расследование» (исключен в результате «большой процессуальное реформы»
  - Раздел 4 «Открытие основного судебного разбирательства»
  - Раздел 5 «Подготовительная часть основного судебного разбирательства»
  - Раздел 6 «Основное судебное разбирательство»
  - Раздел 7 «Решение об оговоренном приговоре или последующем назначении превентивного заключения»
  - Раздел 8 «Производство в отношении отсутствующих лиц»
- Книга третья «Обжалование судебных решений»:
  - Раздел 1 «Общие положения»
  - Раздел 2 «Жалоба»
  - Раздел 3 «Апелляционное обжалование»
  - Раздел 4 «Кассационное обжалование»
- Книга четвёртая «Возобновление производства, завершившегося вступившим в силу приговором»
- Книга пятая «Участие потерпевшего в производстве»:
  - Раздел 1 «Частное обвинение»
  - Раздел 2 «Поддержка публичного обвинения»
  - Раздел 3 «Выплата компенсации потерпевшему»
  - Раздел 4 «Иные права потерпевшего»
- Книга шестая «Особые виды производства»:
  - Раздел 1 «Суммарное производство»
  - Раздел 2 «Производство в отношении невменяемых и недееспособных лиц»
  - Раздел 2а «Ускоренное производство»
  - Раздел 3 «Изъятие предметов и средств совершения преступления, временная конфискация имущества»
  - Раздел 4 «Производство при установлении денежного взыскания в отношении юридических лиц» (исключен)
- Книга седьмая «Исполнение судебных решений»:
  - Раздел 1 «Исполнение судебных решений»
  - Раздел 2 «Расходы на производство»
- Книга восьмая «Информация об уголовном деле, её использование и предоставление»:
  - Раздел 1 «Общие положения»
  - Раздел 2 «Положения о компьютерных файлах»
  - Раздел 3 «Межземельный реестр прокуратуры об уголовных производствах»

## Субъекты уголовного процесса
УПК ФРГ классифицирует всех участников процесса на несколько групп:
- Сторона защиты (Beistand)[34]:
  - Обвиняемый
  - Защитник
- Сторона обвинения (Kläger)[34]:
  - Прокурор
  - Полиция
  - Дознаватель
  - Субсидиарный обвинитель
  - Частный обвинитель
- Дополнительные участники[2]:
  - Потерпевший

В качестве участника процесса не рассматривается суд (так как он является нейтральной стороной). Эксперты, свидетели и переводчики считаются средствами доказывания, а не участниками процесса. Так, эксперты по поручению прокуратуры либо суда проводят исследования (судебно-медицинская экспертиза, экспертиза подделки, графологическое исследование) и готовят соответствующие заключения. На стадии предварительного расследования следственный судья принимает решение, в устной (путем дачи показаний) или письменной форме эксперт может дать свое заключение.

### Суды, рассматривающие уголовные дела

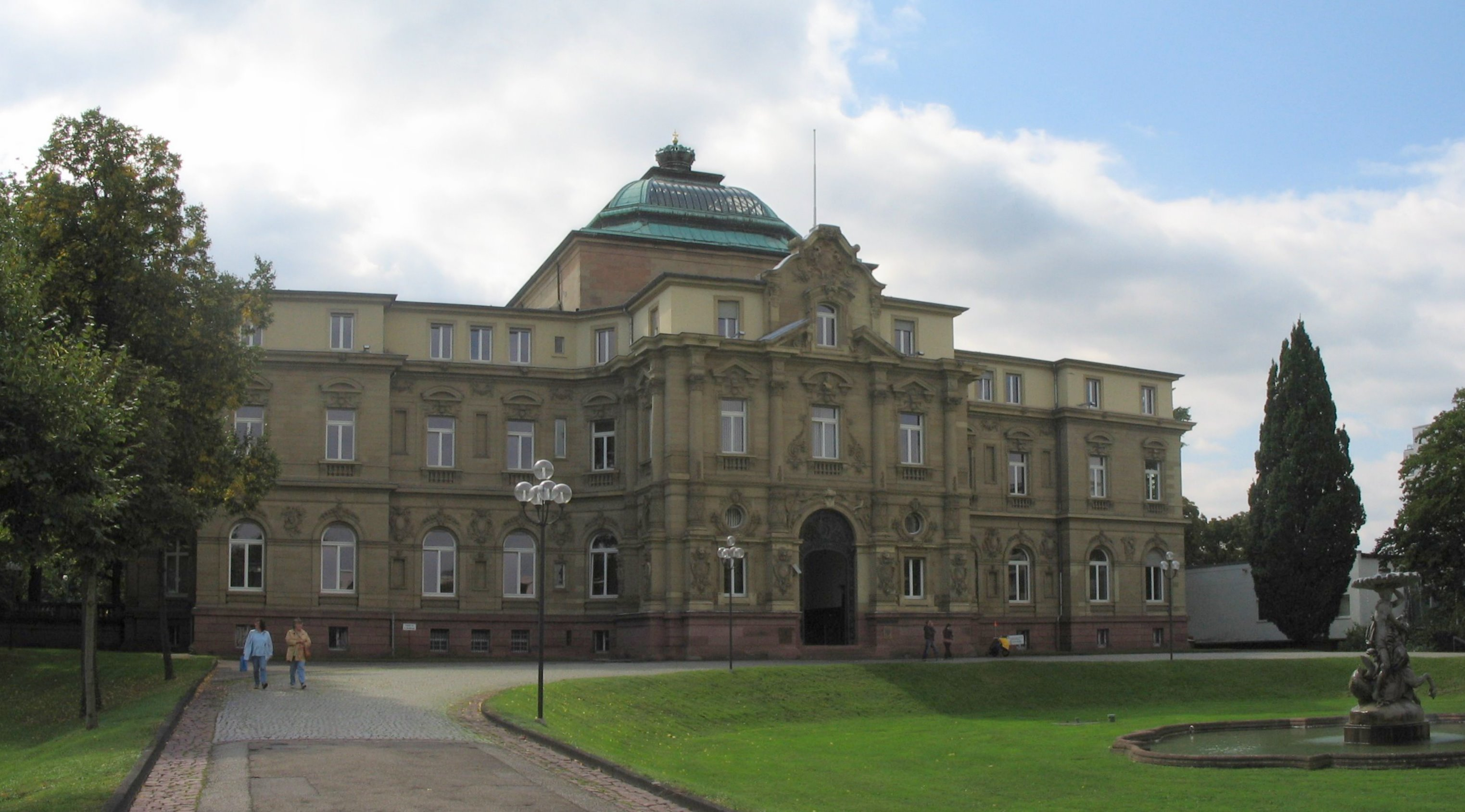
Великогерцогский дворец в Карлсруэ — основное здание Верховного суда ФРГ

Судебная система Германии является дифференцированной. Помимо финансовых, трудовых, гражданских и социальных судов, в ФРГ, естественно, действуют уголовные суды. Подсистема уголовных судов имеет четырёхзвенную структуру:
- Участковые суды (Amtsgericht) — суды низшего звена, рассматривающие уголовные дела об уголовных проступках и преступлениях судьёй единолично или судом коллегиально в составе профессионального судьи и двух шеффенов (непрофессиональных судей, избираемых среди населения[38])[37]. Судья единолично рассматривает дела о незначительных уголовных проступках и преступных деяниях, за которые может быть назначено наказание в виде лишения свободы на срок не более 2 лет[2]. Судом шеффенов рассматриваются дела о преступлениях, за которые может быть назначено наказание в виде лишения свободы на срок не более 4 лет[2].
- Земельные суды (Landgericht) — суды среднего звена, рассматривающие в качестве первой инстанции все дела, не подведомственные участковым и высшим земельным судам, в том числе уголовные дела о преступлениях, за которые может быть назначено наказание в виде лишения свободы на срок более 4 лет[39]. Данные суды также рассматривают апелляционные жалобы на судебные акты участковых судов[39]. Земельные суды действуют в составе малой или большой палаты[2]. В составе большой палаты (с участием трех профессиональных судей и двух шеффенов) земельный суд рассматривает все дела за исключением апелляций на решения участковых судов[37] — последние рассматриваются в составе малой палаты (одного профессионального судьи и двух шеффенов)[39].

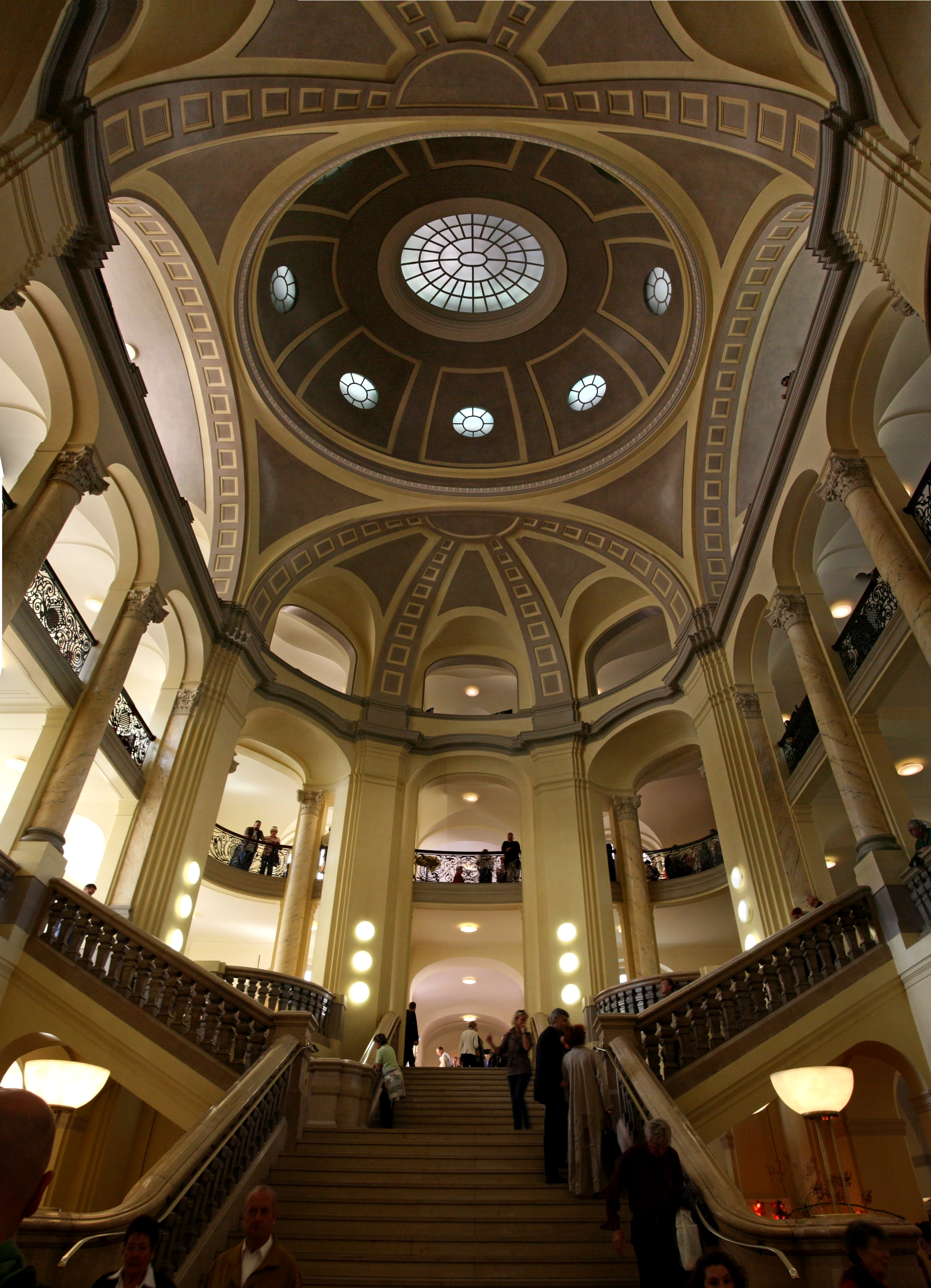
Интерьер Высшего земельного суда в Кёльне

- Высшие земельные суды (Oberlandesgericht) — рассматривают в качестве суда первой инстанции дела о наиболее тяжких преступлениях против государства (только 10 из 24 высших земельных судов), а также выступают в качестве апелляционной инстанции для обжалования приговоров земельных судов, кассационной инстанции для обжалования приговоров участковых судов и апелляционных решений земельных судов[2][37][39]. Являются также единственной инстанцией для оспаривания решения Генеральной прокуратуры об отказе в начале расследования или возбуждении уголовного дела[40].
- Верховный суд ФРГ (Bundesgerichtshof) — не судит в качестве первой инстанции. В качестве кассационной инстанции рассматривает жалобы на решения и приговоры земельных и высших земельных судов. Осуществляет надзор и контроль за единством судебной практики[2][41].

При судах также действуют специальные следственные судьи (Ermittlungrichter). В соответствии с § 162—165 УПК ФРГ, такие судьи занимаются выполнением неотложных следственных действий, санкционированием следственных действий, затрагивающих конституционные права граждан и организаций, а также арестов и задержаний обвиняемых.

### Обвиняемый
Обвиняемым является определённое лицо, против которого ведется уголовный процесс и которому предъявлено официальное обвинение путем совершения в отношения него соответствующих действий (допрос обвиняемого) или мер процессуального принуждения (арест, заключение под стражу, дисквалификация). УПК ФРГ не предусматривает вынесение отдельного акта о признании лица обвиняемым. Обвиняемым может быть только живое физическое лицо, в исключительных случаях юридическое лицо, если это специально предусмотрено законом.
Правовой статус обвиняемого основан на дуализме его положения: с одной стороны он объект расследования, с другой — участник уголовного процесса. В отношении обвиняемого как объекта процесса могут быть применены меры процессуального принуждения:
- он может быть подвергнут экспертным (например, медицинским) исследованиям[32];
- он может быть подвергнут принудительному задержанию и содержанию под стражей[32];
- в отношении него может быть осуществлен привод[32];
- он может быть арестован в ходе судебного заседания[32].

Как у субъекта процесса, основным правом обвиняемого является право на защиту (§ 103 Конституции ФРГ).
§ 136 УПК ФРГ предусматривает необходимость разъяснения обвиняемому, в совершении какого преступления он обвиняется, при первом допросе. Кроме того, обвиняемый имеет право:
- пригласить выбранного им защитника[2];
- ходатайствовать перед следствием об истребовании доказательств[2];
- излагать свои показания в протоколе[2];
- отказаться от дачи показаний[32];

Обвиняемый также имеет процессуальные обязанности:
- сообщить свои персональные идентификационные данные следствию[32];
- присутствовать на судебном заседании, в котором разбирается его дело[32];
- явится по первому требованию в органы прокуратуры или полицию[6].

Согласно позицию Верховного суда ФРГ, обвиняемый не обязан говорить правду об обстоятельствах дела, однако выявленная в ходе заседания ложь может быть использована против него.

### Защитник
УПК ФРГ гарантирует, что каждый обвиняемый на любой стадии процесса может воспользоваться помощью защитника — как одного из близких родственников или членов семьи, так и профессионального адвоката. Всего у одного обвиняемого не может быть больше трех защитников. Если обвиняемый отказывается от выбора защитника, то защитник может быть назначен судом в обязательном порядке в случае обвинения в тяжких преступлениях или если того требуют обстоятельства дела. В качестве обязательного защитника может быть назначен только профессиональный адвокат, его работа оплачивается государством и в случае признания обвиняемого виновным компенсируется последним.
§ 146 УПК ФРГ запрещает одному защитнику представлять нескольких обвиняемых в рамках одного процесса или нескольких взаимосвязанных. Защитник может выступать в качестве свидетеля в деле, в котором он ведет защиту.
Как субъект процесса, защитник обладает широкими правами, которые, однако, подробно не регламентируются УПК ФРГ. Примерами реализуемых ими прав являются:
- присутствовать на всех допросах обвиняемого[32];
- присутствовать на допросе свидетеля судом[32];
- присутствовать в судебных заседаниях[32];
- знакомиться с материалами дела, касающимися непосредственно его подзащитного[8][42];
- ходатайствовать об истребовании доказательств[2];
- собирать сведения и информацию, представлять её следствию или суду[2];
- общаться с обвиняемым при его заключении под стражу[6].

Основания для отстранения защитника от участия в деле перечислены в § 138 УПК ФРГ:
- защитник является соучастником преступления, в котором обвиняется обвиняемый[6];
- защитник использует право на общение с обвиняемым с противоправной целью (например, содействует обвиняемому в дистанционном совершении преступных действий)[6];
- защитник укрывает преступника или препятствует расследованию[6].

Злоупотребление защитником своими правами тоже является основанием для его исключения из процесса, а также привлечения к ответственности. Так, защитник, по чьей вине было необоснованно приостановлено судебное заседание, должен компенсировать возникшие в связи с приостановкой издержки иных участников процесса и суда.

### Прокурор
В соответствии с УПК ФРГ, именно на прокуратуру возложены обязанности по руководству предварительным расследованием и поддержанию государственного обвинения в суде. На каждом уровне судебной системы действуют соответствующие прокуроры:
- Генеральный прокурор ФРГ[43][44];
- федеральные прокуроры при Верховном суде ФРГ[43][44];
- генеральные прокуроры при высших земельных судах[43][44];
- прокуроры при земельных судах[43][44];
- участковые прокуроры при участковых судах[43][44].

Прокуратура обладает монополией на государственное принуждение в уголовном процессе и является «госпожой предварительного расследования». Прокуратура также осуществляет надзор за приведением наказания в исполнение. Не может выступать в качестве прокурора лицо, допрошенное в качестве свидетеля по делу. В соответствии с § 160 УПК ФРГ, целью проводимого прокуратурой расследования является объективное установление всех обстоятельств произошедшего, то есть не только сбор доказательств виновности какого-либо лица, но и доказательств его невиновности, а также фактов, смягчающих или отягчающих вину.

### Потерпевший
Под потерпевшим УПК ФРГ понимает лицо, чьи интересы нарушены совершением преступления. Различаются несколько видов потерпевших:
- обычные потерпевшие[2];
- потерпевшие-сообвинители — выступают как обвинители совместно с прокурором в случае, если в отношении них были совершены преступления против личности и личной свободы — клевета, незаконные сексуальные действия, похищение и т. п.[2];
- потерпевшие — частные обвинители — выступают в качестве обвинителей вместо прокурора по делам, рассматриваемым в порядке частного обвинения[2];
- потерпевшие-свидетели — потерпевшие, которые являются также непосредственными очевидцами события преступления и дают свидетельские показания в суде[2].

Каждый потерпевший имеет право на получение информации о ходе расследования и рассмотрения дела судом, а также на помощь адвоката. Только через адвоката потерпевший может ознакомиться с материалами уголовного дела.

## Стадии уголовного процесса
УПК ФРГ предусмотрено деление уголовного процесса на две главных стадии, которые, в свою очередь, делятся на этапы:
- Рассмотрение дела по существу (Erkenntnisverfahren):
  - Предварительное расследование (Ermittlungs- или Vorverfahren) — производится под общим руководством прокуратуры, которая может делегировать свои полномочия другим правоохранительным органам, например, полиции[47]. Формы предварительного расследования различны и призваны отвечать специфике тех или иных преступлений или поведения подозреваемых[2].
  - Предварительное рассмотрение дела в суде (Zwischenverfahren) — предназначено для разрешения вопросов организации рассмотрения дела по существу. На данном этапе решаются вопросы о составе участников процесса, обеспечении их явки в судебное заседание, подготовке доказательств для процесса[6].
  - Рассмотрение дела судом (Hauptverfahren) — центральная стадия всего уголовного процесса, заключающаяся в непосредственном исследовании судом доказательств, заслушивании участвующих лиц, вынесении и оглашении приговора[48]. Состоит из нескольких подэтапов:
    - судебное следствие (Beweisaufnahme)[2];
    - судебные прения (Schlussvorträge)[6];
    - последнее слово подсудимого (letztes Wort)[48];
    - постановление и вынесение приговора (Urteilsverkündung)[48].
- Исполнение судебного решения и взыскание расходов на производство (Vollstreckungsverfahren)[2].
- Обжалование судебных решений (Rechtsmittel) — экстраординарная стадия, производится в форме апелляционного и кассационного производства[49], а также возобновления производства по решениям, вступившим в законную силу[2].

Для немецкого уголовного процесса характерно отсутствие стадии возбуждения уголовного дела, то есть сообщение о преступлении не подвергается предварительной проверке на предмет оснований для возбуждения уголовного дела. Уголовное дело считается открытым с момента, как полиция, прокуратура или суд применяет меру, которая однозначно нацелена на уличение кого-либо в совершении преступления.

### Предварительное расследование
Предварительное расследование в Германии начинается с поступления в правоохранительные органы сообщения о преступлении. Такие сообщения могут иметь устную или письменную форму, быть анонимными или конфиденциальными (§ 158 УПК ФРГ). В отличие, к примеру, от российского УПК РФ, анонимные сообщения также подлежат проверке. Уголовное дело может быть возбуждено на основании рапорта о непосредственном обнаружении сотрудниками правоохранительных органов трупа (§ 159 УПК ФРГ).

Полиция Германии является основным органом, привлекаемым для проведения предварительного расследования

Далее расследование осуществляется в свободной форме (так называемое «свободное доказывание») в соответствии с тактическими рекомендациями и указаниями прокуратуры, которая в силу принципа обязательности уголовного преследования является главным органом, осуществляющим расследование. В большинстве случаев прокуратура поручает проведение оперативно-розыскных и следственных мероприятий сотрудникам уголовной полиции. Однако в силу специфики дела прокуратура также может задействовать в расследовании таможенную службу, природоохранных инспекторов и т. п.
В ходе предварительного расследования могут осуществляться следующие следственные действия:
- Допрос (Vernehmung, § 49-50, 58-58а, 68-69, 133-136а УПК ФРГ) — состоит в получении необходимой информации посредством задачи вопросов допрашиваемому лицу и получения на них ответов[3]. УПК ФРГ выделяет такие виды допроса как допрос обвиняемого и допрос свидетеля. Обвиняемый должен быть незамедлительно подвергнут допросу следственным судьей после взятия под стражу или задержания, а также прокурором — перед направлением обвинительного заключения в суд[6]. На допросе, проводимом прокурором или судьёй, обвиняемый должен быть уве́домлен, какое деяние ему вменяется в вину и какие положения уголовного права могут применяться. Обвиняемому должны указать на его право отказаться от дачи показаний, получить консультацию защитника и ходатайствовать о собирании доказательств, чтобы доказать свою невиновность[6]. Запрещается применять по отношению к допрашиваемому методы психологического или физического принуждения, включая насилие, истязания, обман, гипноз и т. д. Свидетели могут быть допрошены только отдельно друг от друга, однако в случае целесообразности между свидетелями или между свидетелем и обвиняемым может быть проведена очная ставка[51]. В отношении специальных категорий свидетелей установлены отдельные правила о месте проведения допроса. Допрос Федерального Президента может быть осуществлен только в его квартире, а допрос депутатов и министров — в здании соответствующего парламента или ведомства[51].
- Обыск (Durchsuchung, § 102 УПК ФРГ) — представляет собой поиск доказательств в нежилых помещениях, жилых помещениях, а также непосредственно на подозреваемом или обвиняемом. Для проведения обыска необходимо разрешение суда, а в неотложных случаях — прокуратуры. Участие понятых при обыске требуется только при его проведении в жилище.
- Онлайн-обыск («Online-durchsuchung», § 100b УПК ФРГ) — подразумевает удаленную установку на компьютер подозреваемого специальной вирусной программы (Staatstrojaner)[52][53], которая записывает всю интересующую следствие информацию (видеозвонки, сообщения, фотографии). Использование данной программы разрешается только с санкции суда при расследовании тяжких преступлений и противодействии терроризму[54][55].
- Выемка (Beschlagnahme, § 94-98 УПК ФРГ) — изъятие вещественных доказательств, документов, а также предметов, подлежащих конфискации в целях получения доказательств и обеспечения их сохранности[2]. Выемка может проводиться у обвиняемого или иных лиц. Обвиняемый не обязан добровольно выдать следствию предметы, подлежащие выемке, в отличие от других лиц, у которых производится выемка. Выемка проводится по предписанию судьи, при неотложности — прокуратуры[7].
- Выемка почтовой корреспонденции (§ 99 УПК ФРГ) — заключается в изъятии в отделениях связи почтовых отправлений, телеграмм и писем, направленных обвиняемому или отправленных им. Выемка производится только на основании решения суда, просмотр изъятого проводится следственным судьей[2][6].
- Розыск по базам данных полиции (§ 98а УПК ФРГ) — состоит в автоматическом программном сравнении баз данных полиции, содержащих сведения об осужденных, их пособниках, разыскиваемых лицах и лицах, подпадавших когда-либо под подозрение. Производится только по распоряжению суда или, в случае неотложности, прокурора[2][6]. После завершения уголовного дела результаты сравнения удаляются[8].
- Контроль телекоммуникаций (§ 100а УПК ФРГ) — представляет собой запись сведений о совершенных подозреваемым звонках, отправленных посредством факса или электронной почты сообщениях. Производится с разрешения суда в случаях крайней необходимости и при расследовании тяжких преступлений[2][6].
- Применение технических средств аудиовидеозаписи в жилище (§ 100с УПК ФРГ), а также средств слежения (§ 100f УПК ФРГ) — подразумевает установку скрытых камер и аудиорекордеров в жилище подозреваемого, а также установку «маячков» на транспортном средстве подозреваемого. Применяется с разрешения суда в случае невозможности получения информации об обстоятельствах совершения тяжкого преступления из иных источников[2][6].

Предварительное расследование продолжается до тех пор, пока прокуратура не найдет оснований для его прекращения либо не соберет достаточно доказательств для предъявления публичного обвинения в отношении конкретного лица. Предварительное расследование может быть прекращено по следующим основаниям:
- при наличии процессуальных препятствий[2] — смерть обвиняемого, истечение срока давности привлечения к уголовной ответственности, несовершеннолетие обвиняемого[6];
- при отсутствии в деянии состава преступления[2];
- при отсутствии доказательств вины обвиняемого[6];
- при обнаружении у обвиняемого признаков невменяемости[6];
- отказ прокуратуры от публичного обвинения, при условии согласия потерпевшего[6]
- из соображений целесообразности (по налоговым преступлениям)[2][6].

Прекращение дела не означает его окончательного завершения: при возникновении новых обстоятельств расследование может быть возобновлено.
Если прокуратурой собрано достаточно доказательств вины обвиняемого, она предъявляет ему публичное обвинение и передает дело в соответствующий суд.

### Частное обвинение
Предварительное расследование не проводится по делам частного обвинения. Порядок частного обвинения заключается в том, что потерпевший может не обращаться в правоохранительные органы с заявлением о преступлении, а сразу обвинить нарушителя и представить свои обвинения в суд для рассмотрения. Такое возможно только по определённым законом категориям дел. В силу § 374 УПК ФРГ в данном порядке возбуждаются уголовные дела:
- о нарушении домашнего спокойствия[2][56];
- об оскорблении[2][56];
- о нарушении тайны переписки[2][56];
- о нанесении телесных повреждений и побоев[2][56];
- об угрозе насилием[2][56];
- некоторым иным категориям преступлений.

Дело частного обвинения по большинству категорий преступлений и проступков может быть возбуждено только после безуспешной попытки примирения сторон. Частный обвинитель обязан предъявить справку о несостоявшимся примирении одновременно с подачей иска. В рамках частного обвинения сбор доказательств осуществляется потерпевшим (при помощи суда, в случае невозможности самостоятельного получения), а разбирательство по делу состоит только из судебных стадий. Прокурор не участвует в процессе, в качестве обвинителя выступает сам потерпевший. Обвиняемый в данном случае может заявить встречное обвинение.

### Предварительное рассмотрение дела в суде
После получения уголовного дела от прокуратуры или частного обвинителя суд решает вопрос об открытии судебного рассмотрения дела или его временном приостановлении. Суд направляет обвиняемому подготовленное прокуратурой обвинительное заключение, после чего предлагает ему заявить ходатайства о представлении дополнительных доказательств или возражения относительно открытия судебного разбирательства.
Решение вопроса об открытии судебного разбирательства является «точкой невозврата» уголовного дела, поэтому вопрос о передаче дела на открытое рассмотрение суда может быть поставлен судом перед сторонами на отдельном заседании. Если суд удостоверяется в том, что по делу получены и собраны все возможные доказательства, он объявляет об открытии производства и назначает дату первого судебного заседания по делу, о которой извещаются все участники процесса (прокуратура — по электронным системам межведомственной связи, иные участники — по почте и факсу). Судебное разбирательство должно быть начато не ранее, чем через неделю со дня вручения соответствующего уведомления (§ 217 УПК ФРГ).
Если суд по фактическим или правовым основаниям не подтверждает наличия достаточного подозрения в совершении преступного деяния, он выносит постановление (определение) об отклонении открытия основного судебного производства (§ 204 УПК ФРГ).

### Рассмотрение дела судом
Рассмотрение дела по существу осуществляется судом в открытом судебном заседании при присутствии всех участников процесса. Председатель — профессиональный судья (если дело рассматривается не судьей единолично) осуществляет руководство ходом заседания и порядком его проведения.
Подготовительная часть заседания. В начале оглашается состав суда и сущность уголовного дела, далее суд переходит к проверке явки участников процесса, свидетелей и экспертов. После проверки явки свидетели покидают зал заседаний и ожидают приглашения за дверьми. Далее путем допроса устанавливается личность подсудимого, после чего прокурором зачитывается текст обвинения.
Судебное следствие. Состоит из допросов свидетелей и экспертов, а также непосредственного ознакомления с собранными по делу доказательствами. Свидетели и эксперты сначала допрашиваются стороной, по ходатайству которой их заслушивают. При допросе свидетелей или соучастников преступления прокуратура может ходатайствовать об удалении подсудимого из зала заседаний, если есть основания подозревать, что в его присутствии они не скажут правду.
Судебные прения. После исследования доказательств каждая сторона имеет право на заключительную речь по результатам предыдущего этапа. Первым выступает прокурор, далее — защитник, после чего подсудимый. Подсудимому также предоставляется последнее слово.
Постановление приговора. После окончания судебных прений суд удаляется для постановления приговора. После постановления приговора он зачитывается в зале судебного заседания (§ 260 УПК ФРГ).
Предусмотрено несколько видов приговоров, которые может вынести суд по результату рассмотрения дела:
- приговор о прекращении дела — выносится при наличии процессуальных обстоятельств, а именно истечения срока привлечения к уголовной ответственности[58], малозначительности совершенного поступка[59] либо акта амнистии[58];
- приговор о назначении мер исправления и безопасности — выносится в особом производстве, например, при невменяемости подсудимого, и может предусматривать помещение в психологический стационар или социально-терапевтическое учреждение, запрет занимать определённые должности (дисквалификация), лишение водительских прав[58];
- оправдательный приговор — выносится в случае полного оправдания подсудимого и содержит положения о подлежащих применению мерах реабилитации[58];
- обвинительный приговор — выносится в случае полного или частичного признания подсудимого виновным и содержит положения о подлежащих применению мерах наказания[58]. Обвинительный приговор может также не содержать положений о наказании, в случае, если судья придет к выводу об отсутствии необходимости в назначении наказания[59].

Приговор не является единственным видом судебного акта, выносимого в рамках уголовного судопроизводства в Германии. В немецком уголовно-процессуальном праве также выделяют постановления (Beschluss) и распоряжения (Verfügung). Если приговоры являются решениями по существу, то большинство постановлений и распоряжений являются решениями по процессуальным вопросам. При этом постановления выносятся по важным процессуальным вопросам, например, при назначении условного наказания или при направлении дела в участковый суд судом кассационной инстанции. Распоряжения в большинстве случаев выносятся судьей по мелким процессуальным вопросам, связанным, например, с назначением времени заседания или вызовом свидетелей в суд.

### Ускоренное производство
Ускоренное производство по делу возможно по делам, относящимся к подсудности участкового суда, и заключается в отсутствии предварительного судебного производства и ограниченном исследовании доказательств (выборочное исследование доказательств, отказ от заслушивания показаний свидетелей при наличии письменных протоколов их допросов). При проведении ускоренного производства снимается требование об обязательном предъявлении в суд письменного обвинительного заключения, прокуратура может изложить свое обвинение устно в ходе судебного процесса.
Основанием для применения такого порядка служит мотивированное ходатайство прокуратуры, обоснованное тем фактом, что фактические обстоятельства дела ясны и доказательства однозначны, то есть отсутствуют всякие разумные основания сомневаться в наличии события преступления, его характера и виновности обвиняемого.
По результату ускоренного производства может быть назначено наказание только в виде денежного штрафа, лишения водительских прав или лишения свободы на срок не более 1 года.

### Суммарное (упрощенное) производство
Отличается от ускоренного производства, помимо прочего, отсутствием устного судебного разбирательства. В случае совершения уголовных проступков, подсудных участковому суду, прокурор вправе ходатайствовать перед данным судом об установлении правовых последствий совершения деяния без проведения основного судебного разбирательства. Предпосылкой подачи такого ходатайства служат свидетельства того, что проведение устного судебного разбирательства не представляется необходимым для полного установления всех обстоятельств дела. В ходатайстве прокурор должен указать конкретные правовые последствия (наказание), которые он считает соразмерными содеянному. Судья, рассмотрев ходатайство прокурора, может прийти к выводу о верности и доказанности оцененных последним обстоятельств дела и соразмерности требуемого наказания, после чего вынести решение без проведения судебного разбирательства. Суд также может отказать прокурору в ходатайстве или назначить устное основное разбирательство.
Решение о наказании в порядке суммарного производства может быть обжаловано подсудимым путем подачи протеста в течение двух недель с момента доставки ему указанного судебного акта. В таком случае дело рассматривается в рамках устного основного заседания с ограниченным исследованием доказательств (как и в ускоренном производстве). При этом судом не применяется принцип недопустимости поворота к худшему: несмотря на то, что протест подан подсудимым или его защитником, суд вправе избрать для подсудимого более жесткое наказание чем то, о котором просила прокуратура в ходатайстве о суммарном производстве.
Если протест подсудимым не подается, то решение суда, вынесенное в рамках суммарного производства, вступает в законную силу, становясь равносильным приговору.

### Особенности производства в отношении невменяемых и недееспособных лиц
В ходе расследования прокуратура может прийти к выводу о невменяемости или недееспособности обвиняемого. В таком случае прокурор, ведущий расследование, обязан заявить в суд, которому подсудно уголовное дело, ходатайство о назначении в отношении такого лица мер исправления и изоляции от общества (помещение в учреждение для прохождения психиатрического лечения или надзора). Такое ходатайство заменяет обвинительное заключение и должно быть подкреплено заключением эксперта о наличии у обвиняемого лица признаков невменяемости или недееспособности.
В случае удовлетворения ходатайства суд может постановить проводить заседания в отсутствие обвиняемого в случае, если это невозможно в силу его психического состояния или может представлять опасность для участников процесса. В рамках основного судебного заседания обязательно должен быть допрошен эксперт, сделавший вывод о невменяемости или недееспособности обвиняемого. По итогу разбирательства суд выносит специальное постановление о применении в отношении обвиняемого мер исправления и изоляции от общества.

### Обжалование приговора или решения суда
Обжалование приговора или решения суда осуществляется в двух формах: апелляционного и кассационного (ревизионного) производства.
В апелляционном порядке можно обжаловать не вступивший в силу приговор суда, а также решения суда об истребовании доказательств, прекращении дела, заключении под стражу и некоторые иные. Апелляционную жалобу на приговор можно подать в течение одной недели с момента постановления приговора, если же приговор был провозглашен в отсутствие подсудимого и его уполномоченного доверенностью защитника, течение данного срока начинается с момента доставки им приговора в письменной форме. В случае подачи такой жалобы в указанный срок, приговор приостанавливает свое действие. В отношении иных решений суда не предусмотрено ограниченного срока для апелляционного обжалования.

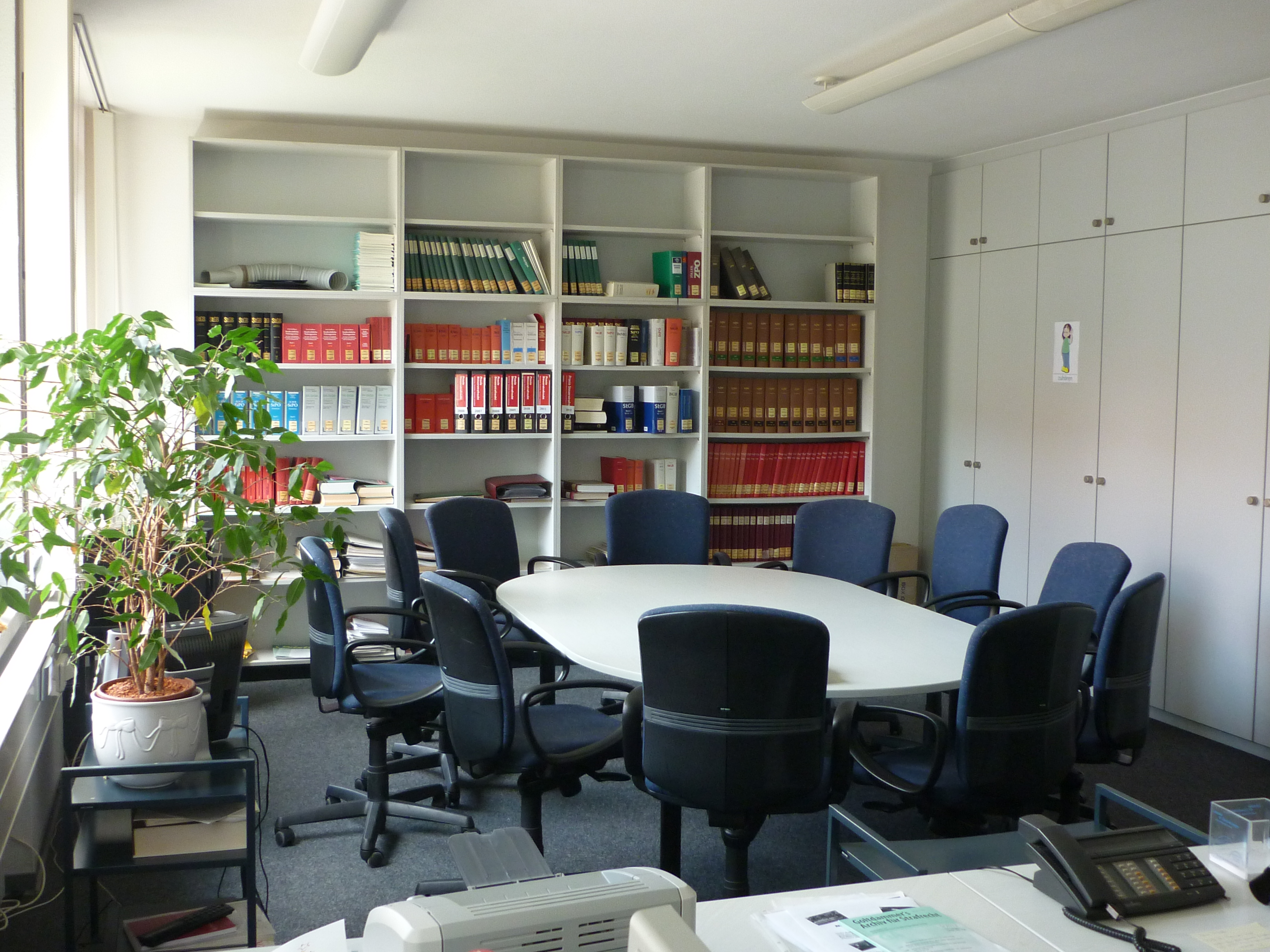
Совещательная комната уголовной коллегии Верховного суда ФРГ

Апелляционному обжалованию подлежат судебные акты участковых судов, которые обжалуются в земельный суд. На судебные акты земельных и высших земельных судов апелляционные жалобы не подаются.
Апелляционная жалоба подается в суд, постановивший приговор в письменной форме. Она может быть не принята к производству в случае её очевидной необоснованности. В случае, если жалоба обоснована, она в течение трех дней направляется в вышестоящий суд и принимается к производству, дело подготавливается к судебному слушанию. При этом возможно представление апеллянтом дополнительных доказательств, так как апелляционной инстанцией могут повторно исследоваться фактические обстоятельства дела.
Судебное заседание в суде апелляционной инстанции проводится по тем же правилам, что и в суде первой инстанции, однако по согласию обеих сторон отдельные доказательства или факты могут не обсуждаться. В случае обжалования решений суда, не являющихся приговорами, устное разбирательство дела зачастую не проводится. При вынесении решения апелляционный суд руководствуется принципом недопустимости поворота приговора для подсудимого к худшему в случае, если апелляционная жалоба подана подсудимым, его защитником или прокуратурой в его интересах. Это означает, что в данных случаях по результатам апелляционного рассмотрения не может быть постановлен более строгий приговор, отягчающий первоначально назначенное наказание.
Кассационный (ревизионный) порядок обжалования может быть как альтернативным апелляционному (в случае приговоров участковых судов; вместо апелляционной жалобы может быть подана кассационная), так и следовать после апелляционного обжалования. Кассационному обжалованию подлежат как приговоры, так и судебные акты, принятые в апелляционном порядке. Кассационными инстанциями являются высшие земельные суды (для участковых и земельных судов) и Верховный суд ФРГ (для высших земельных судов).
Кассационная жалоба может быть подана в течение одной недели с момента постановления приговора или решения в суд, вынесший обжалуемый судебный акт. Если судебный акт был провозглашен в отсутствие подсудимого и его уполномоченного доверенностью защитника, течение данного срока начинается с момента доставки им судебного акта в письменной форме.
Основанием для кассационного обжалования приговора может служить только утверждение о вынесении приговора с нарушением норм закона. В отличие от апелляционного производства, при рассмотрении кассационной жалобы суд не исследует повторно обстоятельства дела и не принимает новых доказательств. Обстоятельствами, свидетельствующими о нарушении закона при вынесении приговора могут служить:
- вынесение приговора незаконным составом суда[2];
- вынесение приговора судьей или шеффеном, не имеющим права выступать в качестве такого в процессе, в том числе в связи с личной заинтересованностью[2];
- рассмотрение уголовного дела судом, которому оно не подсудно[2];
- проведение судебное слушания в отсутствие лиц, присутствие которых в силу закона обязательно[2];
- проведение судебного разбирательства с нарушениями принципа гласности[2];
- текст приговора не содержит обоснования принятого решения[2];
- существенное ограничение прав защитника, допущенное в ходе судебного процесса[2].

Кассационная жалоба должна содержать подробное обоснование её подачи, включая конкретные факты, свидетельствующие о нарушении закона. Рассмотрение кассационной жалобы осуществляется в судебном заседании с участием сторон процесса. В ходе заседания не исследуются фактические обстоятельства дела, суд лишь заслушивает позиции участников дела относительно их мнения о законности или незаконности обжалуемого акта. Обжалованный по инициативе осужденного, его защитника или прокуратуры, действующей в интересах осужденного, приговор в части размера и вида наказания не может быть изменён в ущерб интересам подсудимого.

### Возобновление производства, завершённого вступившим в силу приговором
Возобновление производства, завершённого вступившим в силу приговором, является экстраординарной стадией уголовного процесса Германии, нацеленной на устранение судебных ошибок, не выявленных в ходе апелляционного и кассационного пересмотров. В отличие от последних, подача заявления о возобновлении производства не приостанавливает приведение приговора во исполнение. Данная стадия может быть инициирована в целях оправдания или смягчения участии осуждённого при наличии следующих оснований, указанных в § 359 УПК ФРГ:
- если считавшийся подлинным документ, использованный в качестве доказательства виновности осужденного, был фальсифицирован[64];
- если показания свидетеля или заключение эксперта, использованные в качестве доказательства виновности осужденного, были заведомо ложными[64];
- если в вынесении приговора участвовал судья, признанный виновным в уголовно-наказуемом нарушении своих должностных обязанностей в связи в делом осуждённого (за исключением случаев, в которых осуждённый сам спровоцировал данное нарушение)[64];
- если решение суда по гражданскому делу, положенное в основу приговора, отменено и такая отмена оставлена в силе[64];
- если существуют новые доказательства, которые в отдельности или в совокупности с ранее собранными доказательствами могут являться основанием для вынесения оправдательного приговора в отношении подсудимого или смягчения наказания или существенно отличного решения о мерах исправления и безопасности[64];
- в случае установления Европейским судом по правам человека нарушения Европейской конвенции о защите прав человека и основных свобод, а приговор суда основан на данном нарушении[64].

Исполнение приговора либо смерть осужденного не могут являться основаниями для отказа в возобновлении производства. Кроме того, производство может быть возобновлено и не в пользу подсудимого, в отношении которого вынесен оправдательный приговор, при следующих обстоятельствах:
- если считавшийся подлинным документ, использованный в качестве доказательства невиновности подсудимого, был фальсифицирован[65];
- если показания свидетеля или заключение эксперта, использованные в качестве доказательства невиновности подсудимого, были заведомо ложными[65];
- если в вынесении приговора участвовал судья, признанный виновным в уголовно-наказуемом нарушении своих должностных обязанностей в связи в делом подсудимого[65];
- если оправданный подсудимый перед судом или вне суда убедительно признал свою вину в преступлении[65].

Мотивированное ходатайство (с указанием конкретных оснований и их подтверждения) подаётся в суд того же звена, что и вынесший приговор по уголовному делу (другой участковый или земельный суд). Президиум высшего земельного суда в начале каждого года определяет, к компетенции какого суда относится принятие ходатайств о возобновлении производства. В случае, если на территории, подведомственной высшему земельному суду, находится лишь один земельный суд, президиум высшего земельного суда определяет, какое отделение земельного суда ответственно за рассмотрение ходатайств.
Право на заявление ходатайства о возобновлении производства имеют прокуратура, осужденный, а в случае смерти последнего — супруг, партнёр по однополому браку, родственники по нисходящей и восходящей линии, братья и сестры.
После поступления ходатайства суд проводит проверку его обоснованности без проведения судебного заседания. Сначала проверяется формальное соответствие ходатайства требованиям, предъявляемым процессуальным кодексом. Если ходатайство заявляется в ненадлежащей форме или является немотивированным, ходатайство отклоняется судом как формально не обоснованное.
В случае соблюдения заявителем формальных требований суд дает поручение конкретному судье (не рассматривавшему первоначально уголовное дело) провести исследование указанных в нём доводов и доказательств. Такое исследование может проводиться посредством допросов экспертов, изучения вещественных доказательств. По результатам исследования судья делает вывод о материальной необоснованности или обоснованности ходатайства. В последнем случае суд выносит постановление о возобновлении производства и назначает новое судебное разбирательство в том порядке, в каком оно рассматривалось первоначально.
По результату повторного судебного разбирательства суд либо оставляет ранее вынесенный приговор в силе, либо отменяет его, приняв новый приговор. При вынесении нового приговора не допускается поворот к худшему (назначение более строгого наказания) в случае, если ходатайство о возобновлении производства было заявлено в пользу осужденного.

## Меры процессуального принуждения
Под мерами процессуального принуждения в уголовном процессе Германии понимаются любые действия публичной власти по принуждению лиц к определённым действиям помимо их воли. В ФРГ неограниченное право применения всех мер уголовно-процессуального принуждения, предусмотренных законом, принадлежит судье. Прокуратура вправе применить конкретные меры уголовно-процессуального принуждения только в случае неотложности действий. В таком случае прокуратуре необходимо получить последующую санкцию суда. Без такой санкции меры принуждения, инициированные прокуратурой, теряют силу.
- Заключение по стражу (Untersuchungshaft, § 122—126 УПК ФРГ) — самая суровая мера процессуального принуждения[2][72], заключающаяся в аресте подозреваемого или обвиняемого и содержании его в изоляции от общества. Приказ об аресте выносится следственным судьей участкового суда по ходатайству прокурора[3]. Возможные основания для вынесения такого приказа:

1. Подозреваемый или обвиняемый скрывается от следствия, либо существует обоснованная угроза подобного поведения[2][6].
2. Подозреваемый или обвиняемый противодействует расследованию и/или скрывает следы преступления[2][6].
3. Существует обоснованная угроза в совершении подозреваемым или обвиняемым нового преступления (так называемый предупредительный арест)[2][6].

После издания судьей приказа об аресте прокуратура должна организовать поимку подозреваемого или обвиняемого. Взятое под стражу лицо должно немедленно быть доставлено к судье, издавшему приказ об аресте, который обязан его допросить. После допроса судья может отменить приказ об аресте или отсрочить его, решив, что для обеспечения участия задержанного в расследовании преступления достаточно менее суровой меры принуждения. Срок содержания под стражей устанавливается на шесть месяцев. Срок может быть продлен в случае необходимости вышестоящим по отношению к участковому земельным судом на срок не более шести месяцев дополнительно. Таким образом, предельный срок заключения не должен превышать одного года.
- Предварительное задержание (vorläufige Festnahme, § 127 УПК ФРГ) — используется прокуратурой и полицией в неотложных случаях, когда на получение приказа об аресте нет времени. Возможные основания для подобного задержания:

1. Лицо застали на месте совершения преступления[2][6].
2. Лицо не может подтвердить свою личность, и существуют опасения в том, что оно предпримет попытку скрыться[2][6].

После предварительного задержания лицо подвергается проверке личности и немедленно доставляется к следственному судье участкового суда. Далее судья допрашивает задержанного и принимает решение: отпустить или издать приказ о взятии его под стражу.
- Залог (§ 132 УПК ФРГ) — заключается во внесении лицом на депозит суда денежной суммы, размер которой зависит от объёма ожидаемого наказания и размера судебных расходов[73]. Основанием для наложения на лицо обязанности уплатить залог является наличие серьёзного подозрения в его виновности и отсутствие оснований для издания приказа об аресте[2]. Распоряжение об уплате залога выносится судьей участкового суда, а в неотложных случаях — прокуратурой или полицией[4].
- Арест имущества (§ 111е УПК ФРГ и последующие) — применяется с целью обеспечения конфискации денежных сумм, выплаты денежного штрафа и возмещения судебных расходов обвиняемым[6]. Распоряжение об аресте имущества выносится судом, рассматривающим уголовное дело в качестве первой инстанции, не ранее постановления обвинительного приговора по делу[4].
- Временный запрет заниматься профессиональной деятельностью (дисквалификация) (§ 132а УПК ФРГ) — заключается в запрете заниматься определённым видом деятельности, коммерческой деятельностью в целом или отдельным видом коммерческой деятельности в зависимости от предполагаемого преступления (взятка, коммерческий подкуп и т. п.)[6]. Временный запрет назначается следственным судьей участкового суда в случае наличия обоснованного предположения, что в качестве наказания суд предпишет обвиняемому не заниматься профессиональной деятельностью. В случае оправдания обвиняемого в оправдательном приговоре должно содержаться указание на снятие временного запрета[2][6].
- Временное лишение водительских прав (§ 111а УПК ФРГ) — аналогично временному запрету заниматься профессиональной деятельностью и представляет собой изъятие у лица водительского удостоверения, а в случае, если имеются основания полагать, что данного изъятия недостаточно — изъятие транспортного средства[3]. Лишение водительских прав назначается участковым судом на срок до разрешения уголовного дела по существу[6].

Меры процессуального принуждения обжалуются по общим правилам подачей апелляционной жалобы в земельный суд или кассационной жалобы в высший земельный суд. Исключением является предварительное задержание, которое не может быть обжаловано, если после допроса задержанного суд приказал отпустить его.

## Реабилитация
УПК ФРГ также содержит нормы о реабилитации лица, подвергнутого уголовному преследованию (§ 467 и § 467а УПК ФРГ). При вынесении оправдательного приговора, отказе от обвинения, отклонении ходатайства обвинения об открытии судебного производства, а также при прекращении производства расходы, понесённые обвиняемым в связи с предъявлением ему обвинения и применении в отношении него мер принуждения, подлежат возмещению за счет государства. Исключением являются те расходы на производство, которые были совершены иными участниками процесса в связи с неявкой обвиняемого (оправданного) в судебный процесс либо намеренной провокацией обвиняемым возбуждения публичного обвинения в отношении себя.

## Межземельный реестр прокуратуры об уголовных производствах
Межземельный реестр прокуратуры об уголовных производствах представляет собой единую компьютерную базу данных об уголовных производствах, администрируемую Федеральным Ведомством юстиции ФРГ. Согласно § 492 УПК ФРГ, в реестр вносится следующая информация:
- персональные данные обвиняемого, особые приметы[75];
- компетентный орган, ведущий расследование, номер уголовного дела[75];
- описание преступного деяния или деликта: место и время преступления, размер причиненного им ущерба[75];
- данные о возбуждении производства, его результатах и основаниях прекращения[75].

Прокуратуры, ведущие уголовные дела, обязаны сообщать все указанные данные в администрирующий орган для внесения в реестр. Данные реестра могут использоваться только в уголовных производствах. Доступ к базе данных предоставляется Федеральным Ведомством юстиции ФРГ только по обоснованному запросу.

## Оценка и значение
Уголовно-процессуальный кодекс Германии считается одним из старейших в Европе и является основным источником уголовно-процессуального права ФРГ. Среди его достоинств отмечаются высокий уровень правовой конкретизации, отсутствие «нагромождения» статей, неоправданного объёма повторов и коллизий между нормами.
В то же время кодекс не является единственным источником уголовно-процессуального права Германии. Множество специальных видов производств (производство по делам несовершеннолетних, международное сотрудничество по уголовным делам) регулируется иными правовыми актами, а многие принципы уголовного процесса прямо упоминаются только в Конституции ФРГ, Законе о судоустройстве и Европейской конвенции по правам человека. Таким образом, уголовно-процессуальное законодательство ФРГ не является полностью кодифицированным.
Отдельные исследователи отмечают, что в текущем столетии немецкий законодатель существенно не усовершенствовал законодательную технику 90-х годов XX века, которая, несмотря на свой высокий уровень, в настоящее время нуждается в улучшении. Также отмечается наличие слишком большого количества бланкетных и отсылочных норм, сложность и сухость языка изложения, ориентированного только на профессиональных юристов.